# Катаев, Павел Михайлович
Па́вел Миха́йлович Ката́ев (18 февраля 1924 — 9 августа 2018) — начальник стартового отдела космодрома «Байконур» в 1960—1964 годах. Командовал запуском первого в мире искусственного спутника Земли 4 октября 1957 года и запуском Юрия Гагарина в космос 12 апреля 1961 года. Участник Второй мировой войны. Полковник.

## Биография
Участник Второй мировой войны, техник дальнего бомбардировщика Ил-4. Окончил Военно-воздушную инженерную академию имени Н. Е. Жуковского. После прибытия в стартовый отдел «Байконура» был назначен начальником заправочного отделения и провёл заправочные испытания с макетом Р-7 и первые запуски космических кораблей.
В начале 1960 года был назначен начальником стартового отдела, которым руководил до 1964 года. Во время запуска Юрия Гагарина был заместителем начальника Испытательной бригады.
В 1969—1974 годах был начальником Испытательного управления.

## Цитаты
В. А. Ганушкин:
Руководил заправкой, выдавал все необходимые команды в мою бытность на 1-й площадке начальник группы стартового отдела 1-го управления капитан Катаев Павел Михайлович. Он тоже был спокойным, выдержанным, хорошо подготовленным специалистом, который всю систему и схему заправки знал досконально, чувствовал её «своим нутром».
Ю. Ф. Бондарев, подчинённый П. М. Катаева в стартовом отделе 1-го Управления полигона:
Как инженер П. М. Катаев был сильнее многих. По характеру — исключительно сдержанный и скромный. Однако Павлу Михайловичу, по-моему мнению, уже тогда и особенно позже, на должности начальника 4-го Управления, не хватало умения разговаривать с подчиненными на специфическом «командирском наречии»: громко и эмоционально выговаривать, устраивать разносы и т. д. 

П. М. Катаев питал слабость к бывшим авиаторам, охотно соглашался с их назначением в отдел по предложениям со стороны отдела кадров полигона.